# Nguyễn Tuấn Đạt
Nguyễn Tuấn Đạt  là một vận động viên thể dục dụng cụ đạt nhiều thành tích của Việt Nam. Anh là vận động viên thể dục dụng cụ Việt Nam đầu tiên được vinh dự đặt tên cho một động tác thi đấu.

## Sự nghiệp
Nguyễn Tuấn Đạt sinh ngày 15 tháng 11 năm 1991 tại Thành phố Hồ Chí Minh, Việt Nam..
Nguyễn Tuấn Đạt sinh ngày 15 tháng 11 năm 1991 tại Thành phố Hồ Chí Minh, Việt Nam.
Năm 2013, Nguyễn Tuấn Đạt bị chấn thương nặng.

## Tôn vinh
Nguyễn Tuấn Đạt là một trong số ít vận động viên được Liên đoàn thể dục dụng cụ thế giới tôn vinh bằng cách đặt tên cho động tác xoay 4 vòng trên không của anh. Tháng 3 năm 2013, tại giải Vô địch thế giới môn thể dục dụng cụ, Nguyễn Tuấn Đạt là người đầu tiên cùng lúc với Kenzō Shirai đã thực hiện một động tác rất khó là Santo 4 vòng trên không trung và tiếp đất thành công. Động tác tuyệt đẹp và cực khó đó của anh do đó đã được đặt tên mới là "Shirai Nguyễn" (Do tại giải Vô địch thế giới môn thể dục dụng cụ năm 2013, vận động viên Nhật Bản Kenzo Shirai cũng tình cờ cùng biểu diễn động tác khó này, nên Liên đoàn thể dục dụng cụ thế giới quyết định Tuấn Đạt và Kenzo Shirai cùng được sử dụng tên để gắn cho động tác mới là "Shirai Nguyễn")

## Thành tích
- Huy Chương Vàng môn nhảy ngựa tại SEA Games 26[4]